# Glenea subviridescens
Glenea subviridescens là một loài bọ cánh cứng trong họ Cerambycidae.